# Alma Delfina
Alma Delfina Martínez Ortega (* 5. November 1960) ist eine mexikanische Schauspielerin. 

## Leben
Sie ist verwandt mit einigen Persönlichkeiten des mexikanischen Films. So ist sie die Schwester des Regisseurs Gonzalo Martinez Ortega, ebenso die Schwester des Schriftstellers Mario Iván Martínez und auch der Schauspielerinnen Socorro Bonilla und Evangelina Martínez. Sie selbst ist die Tante der mexikanischen Schauspieler Roberto Sosa und Mario Iván Martínez sowie der Schauspielerin Evangelina Sosa.
Alma Delfina begann ihre Karriere im Jahr 1974 in der mexikanischen TV-Soap Mundo de juguete. In den 1970er Jahren war sie hauptsächlich in Spielfilmen zu sehen. In den 1980er Jahren spielte sie neben Spielfilmen wieder vermehrt in TV-Soaps, z. B. Guadalupe (1984) und Chispita (1993). Dem europäischen Publikum ist sie vor allem durch ihre tragende Rolle in Blutiger Highway 2 ein Begriff. Im Jahr 1999 übersiedelte sie in die Vereinigten Staaten von Amerika und etablierte sich in den bekannten TV-Serien Emergency Room und Miami: CSI.

## Filmografie (Auswahl)
- 1976: Length of War
- 1979: Ratero
- 1983: Blutiger Highway 2 (El trailer asesino)
- 1985: El Hombre de la mandolina
- 1989: Salvajes
- 1991: Acapulco
- 2004: Silver City